# Stanisław Kwiatkowski (żołnierz)
Stanisław Kwiatkowski (ur. 4 listopada 1893 we Frywałdzie, zmarł 16 czerwca 1920 w Słobódce) – porucznik Wojska Polskiego w II Rzeczypospolitej, kawaler Orderu Virtuti Militari.

## Życiorys
Urodził się w rodzinie Hipolita i Franciszki z domu Janik.
Od 1907 roku kształcił się w IV krakowskim gimnazjum realnym,  maturę zdał już po rozpoczęciu służby w Legionach, 30 stycznia 1915 r. w Wiedniu. Członek Związku Strzeleckiego od 1913 roku. W sierpniu 1914 roku wstąpił do Legionów Polskich. 
Początkowo na stanowisku instruktora kompanii, następnie przydzielony został do 5 baterii II dywizjonu 1 pułku artylerii. W maju 1915 r. mianowany do stopnia chorążego, objął dowodzenie plutonem w 2 baterii I dywizjonu 1 pułku artylerii. Wyróżnił się podczas walk na Polesiu. Awansowany na podporucznika z dniem 1 listopada 1916 r., rok później został awansowany do stopnia porucznika artylerii. Po ukończeniu kursu w Rembertowie został wyznaczony dowódcą 2 baterii w I dywizjonie 1 pułku artylerii. Po kryzysie przysięgowym w Polskiej Sile Zbrojnej – od 1 września 1917 do 1 lutego 1918 r. pełnił funkcję instruktora na kursie wyszkolenia artylerii, a następnie objął dowództwo oddziału haubic polowych, od 1 marca 1918 r. w stopniu porucznika. 1 października przydzielono go na stanowisko dowódcy (w zastępstwie) samodzielnej baterii w Garwolinie.   
Od 22 listopada 1918 roku w Wojsku Polskim, wcielony do 8 pułku artylerii polowej. Uczestnik wojny polsko-bolszewickiej na stanowisku dowódcy III dywizjonu 8 pap. W trakcie walk pod Kowalami w okolicach Słobódki celnym ogniem dział raził wrogie pozycje, umożliwiając tym samym przeprowadzenie przez polską piechotę skutecznego ataku. Zmarł z odniesionych ran w szpitalu w Słobódce .  
Pośmiertnie odznaczony został Krzyżem Srebrnym Orderu Virtuti Militari (nadanie Orderu Virtuti Militari zostało następnie potwierdzone dekretem Wodza Naczelnego marszałka Józefa Piłsudskiego L.3447 z 27 grudnia 1921 roku, opublikowanym w Dzienniku Personalnym Ministerstwa Spraw Wojskowych Nr 43 z dnia 27 grudnia 1921 r.) i awansowany do rangi kapitana. Stanisław Kwiatkowski nie zdążył założyć rodziny.

## Ordery i odznaczenia
- Krzyż Srebrny Orderu Virtuti Militari (nr 3665)
- Krzyż Walecznych (trzykrotnie)
- Krzyż Niepodległości
- Srebrny Medal Waleczności